# Cameron Mitchell
Cameron Mitchell (* 4. November 1918 in Dallastown, Pennsylvania; † 6. Juli 1994 in Pacific Palisades, Kalifornien; eigentlich Cameron McDowell Mitzell) war ein US-amerikanischer Schauspieler.

## Leben
Mitchell wuchs als eines von sieben Kindern eines Priesters in Armut auf. Während seiner Schulzeit erwachte sein Interesse für das Theater; mit geliehenem Geld begann Mitchell 1940 in New York mit der Theaterarbeit. Diese wurde jedoch durch den Zweiten Weltkrieg unterbrochen, wo er bei den United States Army Air Forces als Bombenschütze auf einer North American B-25 diente. Nach vielen vergeblichen Bewerbungen erhielt er 1945 durch die Vermittlung von Alfred Lunt und von Agentin Lynn Fontanne, die auch seinen Nachnamen leicht veränderte, seine erste kleinere Filmrolle. Am Broadway spielte er erfolgreich neben Lee J. Cobb in Arthur Millers Tod eines Handlungsreisenden unter der Regie von Elia Kazan. In der späteren Verfilmung des Stückes wurde er ebenfalls besetzt.
Seine bekannteste Rolle für das deutsche Publikum spielte er in der Westernserie High Chaparral als Onkel Buck. Schon Anfang der 1960er Jahre, als er in Hollywood schon länger fast nur noch in B-Filmen spielte, war Mitchell nach Europa gegangen und drehte zahlreiche Genrefilme; zum Ende seiner Karriere für rund 240 Film- und Fernsehproduktionen hin war er häufig in Horror- und Actionfilmen zu sehen.
Mitchell starb am 6. Juli 1994 an Lungenkrebs im Alter von 75 Jahren in Pacific Palisades, Kalifornien. Er ist im Desert Memorial Park in Cathedral City, Kalifornien begraben.

## Filmografie (Auswahl)

### Kino
- 1945: What Next, Corporal Hargrove?
- 1945: Schnellboote vor Bataan (They Were Expendable)
- 1946: Im Netz der Leidenschaften (The Postman Always Rings Twice)
- 1947: Liebe in Fesseln (Cass Timberlane)
- 1948: Dr. Johnsons Heimkehr (Homecoming)
- 1951: Der Tod eines Handlungsreisenden (Death of a Salesman)
- 1951: Flight to Mars
- 1951: Mann im Sattel (Man in the Saddle)
- 1952: Die Legion der Verdammten (Les Miserables)
- 1952: Der rote Reiter (Pony Soldier)
- 1952: Verkauft und verraten (The Sellout)
- 1952: Die Frau des Banditen (The Outcasts of Poker Flat)
- 1953: Inferno (Hell and High Water)
- 1953: Ein Mann auf dem Drahtseil (Man on a Tightrope)
- 1953: Der neue Sheriff (Powder River)
- 1953: Wie angelt man sich einen Millionär? (How to Marry a Millionaire)
- 1954: Désirée
- 1954: Der Garten des Bösen (Garden of Evil)
- 1954: Der Würger von Coney Island (Gorilla at Large)
- 1955: Aus dem Leben einer Ärztin (Strange Lady in Town)
- 1955: Drei Rivalen (The Tall Men)
- 1955: Tokio-Story (House of Bamboo)
- 1955: Tyrannische Liebe (Love Me or Leave Me)
- 1955: Unvollendete Liebe (The View from Pompey’s Head)
- 1956: Blut an meinen Händen (Tension at Table Rock)
- 1956: Karussell (Carousel)
- 1957: Befiehl du deine Wege (All Mine to Give)
- 1957: Fenster ohne Vorhang (No Down Payment)
- 1957: Teufel im Nacken (Monkey on My Back)
- 1957: Verschollen in Japan (Escapade in Japan)
- 1959: Gefahr in Havanna (Pier 5, Havana)
- 1959: Raubfischer in Hellas
- 1959: Die schwarze Hand der Mafia (Inside the Mafia)
- 1960: London hält den Atem an (The Unstoppable Man)
- 1960: Mörder-Trio (Three Came to Kill)
- 1961: Die Rache der Wikinger (Gli invasori)
- 1961: Der Letzte der Wikinger (L’ultimo dei Vikinghi)
- 1962: Cesare Borgia (Il duca nera)
- 1962: Julius Cäsar, der Tyrann von Rom (Giulio Cesare il conquistadore delle Gallie)
- 1962: Die Normannen (I normanni)
- 1964: Einer frißt den anderen
- 1964: Das letzte Gewehr (Jim il primo)
- 1964: Minnesota Clay
- 1964: Blutige Seide (Sei donne per l'assassino)
- 1966: Eine Handvoll blanker Messer (I coltelli del vendicatore)
- 1966: Ritt im Wirbelwind (Ride in the Whirlwind)
- 1966: Hermann der Cherusker (Il massacro della foresta nera)
- 1967: Man nannte ihn Hombre (Hombre)
- 1967: Das Geheimnis der Todesinsel
- 1969: Das Wachsfigurenkabinett des Grauens (Nightmare in Wax)
- 1970: Rebel Riders (Rebel Rousers)
- 1970–1976: The Other Side of the Wind [VÖ: 2018]
- 1972: Der Weg der Verdammten (Buck and the Preacher)
- 1972: Slaughter (Slaughter)
- 1974: Der Mitternachtsmann (The Midnight Man)
- 1974: Todesgrüsse von Gamma 03 (The Big Game)
- 1974: Verflucht sind sie alle (The Klansman)
- 1975: Tod auf Rhodos (Kynighi tis Medhoussas)
- 1976: Slavers – Die Sklavenjäger
- 1976: Viva Knievel – Der Tod springt mit (Viva Knievel!)
- 1978: Der Killer mit der Bohrmaschine (The Toolbox Murders)
- 1978: Der tödliche Schwarm (The Swarm)
- 1979: Der Teuflische (The Demon)
- 1979: Psychock (The Silent Scream)
- 1979: Supersonic Man
- 1980: Das Geheimnis der fliegenden Teufel (Without Warning)
- 1981: Blutiges Öl (The Guns and the Fury)
- 1982: Blutspur (Blood Link)
- 1982: Ein Draufgänger in New York (My Favorite Year)
- 1982: Jäger des tödlichen Jade (Raw Force)
- 1982: Schreckens-Kommando (Nightforce)
- 1982: Das Söldnerkommando (Kill Squad)
- 1984: Killpoint (Killpoint)
- 1984: Mission Cobra (Mission Kill)
- 1984: Night Train to Terror (Night Train to Terror)
- 1984: Skrupellose Verlierer (Go for the Gold)
- 1985: Das Geheimnis des Grabmals am Nil (The Tomb)
- 1985: It’s Called Murder, Baby (It’s Called Murder, Baby)
- 1986: Deadly Weapon (Low Blow)
- 1986: The Messenger (The Messenger)
- 1987: Code Name Hellfire (Code Name Vengeance)
- 1987: Die Nacht der Schreie (The Offspring)
- 1987: Tödliche Beute (Deadly Prey)
- 1987: Nightforce – Schreckenskommando (Nightforce)
- 1988: Action U.S.A. (Action USA)
- 1988: California Cops (Hollywood Cop)
- 1988: Guerilla Force (Rage to Kill)
- 1988: Memorial Day (Memorial Valley Massacre)
- 1989: Easy Kill
- 1989: Space Mutiny
- 1989: Terror in Beverly Hills (Terror in Beverly Hills)
- 1990: Demon Cop
- 1991: Terror in Beverly Hills
- 1993: Trapped Alive

### Fernsehen
- 1948: Studio One
- 1953: The United States Steel Hour
- 1954: Climax!
- 1955: Rauchende Colts (Gunsmoke)
- 1956: Abenteuer im wilden Westen (Zane Grey Theater)
- 1957: Colt. 45
- 1959: Die Unbestechlichen (The Untouchables)
- 1959: Bonanza
- 1964: FBI (The F.B.I.)
- 1966: Kobra, übernehmen Sie (Mission: Impossible)
- 1967: High Chaparral (The High Chaparral)
- 1967: Der Chef (Ironside)
- 1972: Alias Smith und Jones (Alias Smith and Jones, Folge: Wenn Mädchen Cowboy spielen)
- 1972: Händler des Todes (The Delphi Bureau)
- 1974: Petrocelli (Fernsehserie, Folge Sam Hortons letzter Flug)
- 1975: Abenteuer der Landstraße (Movin´On, Folge: Erdrutsch)
- 1976: Die Flut bricht los (Flood)
- 1977: Gangster im OP (The Hostage Heart)
- 1977: Quincy (Folge: Tissue of Truth)
- 1979: Drei Engel für Charlie (Charlie’s Angels, Folge Rache an einem Engel)
- 1981: Magnum (Folge: Stallwache)
- 1983: Der beste Spieler weit und breit: Sein größtes Abenteuer (The Gambler: The Adventure Continues)
- 1984: Hardcastle & McCormick: Highway des Todes (Hardcastle & McCormick: The Homecoming)
- 1984: Knight Rider (Folge: Diamantenschmuggel)
- 1984: Ein Colt für alle Fälle (Folge: Ein Fall für Vier)
- 1985: Mord ist ihr Hobby (Murder, She Wrote; 1 Folge)